# Dendrobeania simplex
Dendrobeania simplex är en mossdjursart som först beskrevs av Charles Henry O'Donoghue 1923.  Dendrobeania simplex ingår i släktet Dendrobeania och familjen Bugulidae. Inga underarter finns listade i Catalogue of Life.